# Dakiri
Dakiri är en ort i Burkina Faso.   Den ligger i provinsen Gnagna Province och regionen Est, i den nordöstra delen av landet, 170 km nordost om huvudstaden Ouagadougou. Dakiri ligger 263 meter över havet och antalet invånare är 1 261.
Terrängen runt Dakiri är platt. Runt Dakiri är det ganska tätbefolkat, med 124 invånare per kvadratkilometer.. Närmaste större samhälle är Siédougou, 2,5 km nordväst om Dakiri.
Trakten runt Dakiri består i huvudsak av gräsmarker.